# 程东红
程东红（1953年11月—），女，汉族，重庆人，中华人民共和国政治人物、第十二届全国人民代表大会重庆地区代表。

## 生平
2005年毕业于北京师范大学比较教育学专业。1978年加入中国共产党。2001年6月，中国科学技术协会第六次全国代表大会召开，并选举其出任第六届全国委员会书记处书记。2011年5月30日，中国科协第八次全国代表大会上，出任中国科协副主席、书记处书记、党组副书记。2014年2月21日，欧美同学会·中国留学人员联谊会第七届理事会第一次会议召开，选举其出任第七届理事会副会长。